# Antocha (Orimargula) praescutalis
Antocha (Orimargula) praescutalis is een tweevleugelige uit de familie steltmuggen (Limoniidae). De soort komt voor in het Oriëntaals gebied.